# Bisbat de Sàmbia
La diòcesi de Sàmbia (letó: Samlandi piiskoppide loend; alemany: Fürstbistum Samland; llatí: Dioecesis Sambiensis) és una seu suprimida de l'Església catòlica a Prússia.

## Territori
La diòcesi s'estenia a la regió de Sàmbia, a la Prússia oriental.
La seu episcopal era la ciutat de Fischhausen, tot i que la catedral es trobava a Königsberg.

## Història
La diòcesi va ser erigida el 29 de juliol de 1243 amb la butlla His quae per dilectos filios del Papa Innocenci IV, a l'interior del territori de l'estat monàstic dels cavallers teutònics.
El 1253 passà a formar part de la província eclesiàstica de l'arquebisbat de Riga.
El darrer bisbe en comunió amb la Santa Seu va ser Georg von Polenz (mort el 28 d'abril de 1550), que el 30 de maig de 1525 s'uní al luteranisme. Entre el 1617 i el 1773 els bisbes de Vàrmia van ser nomenats administradors apostòlics sobre el territori de l'antiga diòcesi de Sambia.

## Cronologia episcopal
- Johann von Diest, O.F.M. † (1252 - 4 de març de 1254 nomenat bisbe de Lubecca)
- Heinrich von Streitberg, O.T. † (7 de maig de 1254 - 1274 mort)
- Hermann von Köln, O.F.M. † (1275 - 1275 renuncià)
- Christian von Mühlhausen, O.T. † (6 de gener de 1276 - 3 de setembre de 1295 mort)
- Siegfried von Regenstein, O.T. † (11 d'abril de 1296 - abans del 1314 mort)
  - Sede vacante (1314-1319)
- Johann von Clare † (3 de desembre de 1319 - 28 de juny de 1344 mort)
- Jakob von Kulm † (2 de novembre de 1344 - 11 de novembre de 1357 mort)
- Bartholomäus von Radam † (7 de maig de 1358 - 5 de setembre de 1378 mort)
- Thilo von Marburg † (6 de febrer de 1379 - 31 de desembre de 1385 mort)
- Heinrich Kuwal † (12 de setembre de 1386 - 1395 renuncià)
- Heinrich von Seefeld † (30 de març de 1395 - 12 de gener de 1414 mort)
- Heinrich von Schanenburg † (22 de juny de 1414 - de juliol de/d'agost de 1416 mort)
- Johann von Saalfeld † (9 de maig de 1418 - 26 d'agost de 1425 mort)
- Michael Jung † (21 de desembre de 1425 - 18 de març de 1442 mort)
- Nikolaus Schlotterkopf † (9 de juny de 1442 - abans del 26 de febrer de 1470 mort)
- Dietrich von Cuba † (30 d'abril de 1470 - abans del 24 d'agost de 1474 mort)
- Johann von Rehewinkel † (23 de desembre de 1474 - 22 de febrer de 1497 mort)
- Nikolaus Krender † (12 de maig de 1497 - 2 de juliol de 1503 mort)
- Paul von Watt † (11 de desembre de 1503 - abans de l'1 de novembre de 1505 mort)
- Günther von Bünau † (de desembre de 1505 - 14 de juliol de 1518 mort)
- Georg von Polenz, O.T. † (23 de març de 1519 - 30 de maig de 1525 apòstata)
  - Sede vacante (1525-1617)
  - Administradors apostòlics de la diòcesi di Sambia (1617-1773):[2]
  - Szymon Rudnicki † (1617 – 4 de juliol de 1621 mort)
  - Jan Olbracht Waza † (1621 – 20 de novembre de 1632 nomenat bisbe de Cracòvia)
  - Mikołaj Szyszkowski † (1633 - 7 de febrer de 1643 mort)
  - Jan Karol Konopacki † (5 d'octubre de 1643 - 23 de desembre de 1643 mort) (administrador apostòlic elegit)
  - Wacław Leszczyński † (1644 - 27 de gener de 1659 preconitzat arquebisbe de Gniezno)
  - Jan Stefan Wydżga † (1659 - 17 de juliol de 1679 nomenat arquebisbe de Gniezno)
  - Michał Radziejowski † (1680 - 17 de maig de 1688 nomenat arquebisbe de Gniezno)
  - Jan Stanisław Zbąski † (1688 - 21 de maig de 1697 mort)
  - Andrzej Chryzostom Załuski † (1699 - 1 de maig de 1711 mort)
  - Teodor Andrzej Potocki † (1712 - 22 de novembre de 1723 preconitzat arquebisbe de Gniezno)
  - Krzysztof Jan Szembek † (1724 - 16 de març de 1740 mort)
  - Adam Stanisław Grabowski † (8 de desembre de 1741 - 15 de desembre de 1766 mort)
  - Ignacy Krasicki † (24 de desembre de 1767 - 1773 renuncià)